# Редингтон-Шорс (Флорида)
Редингтон-Шорс (англ. Redington Shores) — муниципалитет, расположенный в округе Пинеллас (штат Флорида, США) с населением в 2338 человек по статистическим данным переписи 2000 года.

## География
По данным Бюро переписи населения США муниципалитет Редингтон-Шорс имеет общую площадь в 3,11 квадратных километров, из которых 1,04 кв. километров занимает земля и 2,07 кв. километров — вода. Площадь водных ресурсов округа составляет 66,56 % от всей его площади.
Муниципалитет Редингтон-Шорс расположен на высоте 1 м над уровнем моря.

## Демография
По данным переписи населения 2000 года в Редингтон-Шорс проживало 2338 человек, 658 семей, насчитывалось 1292 домашних хозяйств и 2101 жилой дом. Средняя плотность населения составляла около 751,77 человек на один квадратный километр. Расовый состав населённого пункта распределился следующим образом: 97,60 % белых, 0,21 % — чёрных или афроамериканцев, 0,47 % — коренных американцев, 0,47 % — азиатов, 0,94 % — представителей смешанных рас, 0,30 % — других народностей. Испаноговорящие составили 2,95 % от всех жителей.
Из 1292 домашних хозяйств в 8,9 % воспитывали детей в возрасте до 18 лет, 43,5 % представляли собой совместно проживающие супружеские пары, в 5,2 % семей женщины проживали без мужей, 49,0 % не имели семей. 41,3 % от общего числа семей на момент переписи жили самостоятельно, при этом 20,0 % составили одинокие пожилые люди в возрасте 65 лет и старше. Средний размер домашнего хозяйства составил 1,81 человек, а средний размер семьи — 2,38 человек.
Население муниципалитета по возрастному диапазону по данным переписи 2000 года распределилось следующим образом: 9,2 % — жители младше 18 лет, 3,1 % — между 18 и 24 годами, 19,7 % — от 25 до 44 лет, 34,0 % — от 45 до 64 лет и 34,0 % — в возрасте 65 лет и старше. Средний возраст жителей составил 55 лет. На каждые 100 женщин в Редингтон-Шорс приходилось 95,2 мужчин, при этом на каждые сто женщин 18 лет и старше приходилось 94,6 мужчин также старше 18 лет.
Средний доход на одно домашнее хозяйство составил 40 411 долларов США, а средний доход на одну семью — 49 300 долларов. При этом мужчины имели средний доход в 36 719 долларов США в год против 30 662 доллара среднегодового дохода у женщин. Доход на душу населения составил 40 411 долларов в год. 5,5 % от всего числа семей в населённом пункте и 8,2 % от всей численности населения находилось на момент переписи населения за чертой бедности, при этом 14,6 % из них были моложе 18 лет и 8,3 % — в возрасте 65 лет и старше.